# Seminario Mayor de Bogotá
El Seminario Mayor de Bogotá, oficialmente Seminario Conciliar de Bogotá o conocido también como Seminario Mayor de San José, es un Seminario católico para la formación sacerdotal y pertenece a la Arquidiócesis de Bogotá siendo el más antiguo de América, fundado en 1581 como Seminario de San Luis. Su sede es un edificio de estilo románico del barrio El Chicó, situado en el costado este de la carrera Séptima de Bogotá. Ocupa un lote en una zona boscosa de los cerros orientales de la ciudad.

## Historia
Entre 1581 y 1586 funcionó en la entonces ciudad colonial de Santa Fe de Bogotá el llamado Seminario de San Luis. Era entonces el primer seminario en el territorio de lo que hoy es Colombia y el primero en territorio americano. En 1605 se abre el Seminario San Bartolomé Apóstol por gestión de Bartolomé Lobo Guerrero bajo la custodia de la Compañía de Jesús. 
Este seminario hacía parte del tradicional Colegio San Bartolomé. Pasados los difíciles años de la independencia colombiana de España, Francisco de Paula Santander aprobó la creación del Seminario San José en 1823 que funcionó unido al Colegio San Bartolomé hasta 1840 gracias a Manuel José Mosquera. Fue este arzobispo quien creó también el Seminario Menor. En 1851 las instalaciones del Seminario fueron utilizadas por el gobierno como cuartel militar, pero se reabrió en 1855.
En 1946, Ismael Perdomo Borrero hizo construir nuevas instalaciones en la antigua Hacienda El Chicó. En 1960 Luis Concha Córdoba encomendó el seminario a los Padres Sulpicianos siendo su rector Alfredo Morin (estarían al frente del Seminario hasta 1980). Adquirió un carácter nacional e internacional después de la celebración del Concilio Vaticano II con la recepción de jóvenes procedentes de otras diócesis latinoamericanas.

## Administración
La máxima autoridad es el arzobispo de Bogotá. El pastor actual de la Arquidiócesis es Luis José Rueda Aparicio. El rector actual del seminario es el padre Jaime Alberto Mancera Casas, junto con un equipo de formadores de cuatro sacerdotes. El Seminario tiene un promedio de 100 estudiantes (entre internos y externos) en los diferentes años de formación.

## Espacio físico
Actualmente el Seminario Mayor está ubicado en la sede construida por el arquitecto José María Montoya Valenzuela entre 1943 y 1946, en tiempos del arzobispo Ismael Perdomo y en un predio donado por Enrique Pérez Hoyos y Mercedes Sierra de Pérez, en los cerros orientales a la altura del barrio El Chicó.

## Admisión
Para la admisión de un candidato al sacerdocio en el Seminario Mayor, es necesario que antes haya realizado por lo menos un año de discernimiento o preseminario que se realiza en la pastoral vocacional del seminario, en la sede donde antes funcionaba el seminario menor, en el barrio Prado Veraniego. El aspirante realiza encuentros no como interno sino en forma de reuniones programadas y retiros con el fin de realizar diferentes pruebas y experiencias necesarias para el ingreso al Seminario Mayor de Bogotá, y así iniciar los estudios formales.
Según el código de derecho canónico para el ingreso el aspirante debe tener una edad mínima de 17 años y máxima de 35 años, aunque el Seminario independientemente de esto también tiene en cuenta la madurez humana de los aspirantes.

## Formación
El seminario sigue el esquema general de estudios para la formación de los jóvenes candidatos al sacerdocio. Comprendidos en 8 años y medio de formación a través de las cuatro dimensiones de la formación sacerdotal. Comprende tres etapas para llegar al sacerdocio, la etapa de Propedéutica, la etapa de "Discipulado" (filosófico) y la etapa de "Configuración" (teológico).
La propedéutica es un año introductorio y de adaptación a la vida del seminario y de comunidad, además se adelantan materias introductorias de filosofía y de formación cristiana.
La de Discipulado comprende dos años, dos años conocidos como el bienio filosófico, común en la formación de los seminarios, en que se establecen las bases para comprender la teología. La formación filosófica es dada por el mismo seminario. 
Y la etapa de Configuración (Teológico) comprende cuatro años y medio en los que se forman los conocimientos más fundamentales para el futuro sacerdote, durante esta etapa el candidato recibe las órdenes menores establecidas por la iglesia (admisión a las órdenes sagradas, lectorado y acolitado) en diferentes años durante el proceso, para luego recibir el Diaconado (por lo general medio año antes de terminar estudios) y así poder recibir el Presbiterado.
El ciclo teológico es orientado por la Fundación Universitaria Monserrate, la cual es la universidad de la Arquidiócesis de Bogotá adquirida en 2014.